# Amphioplus caelatus
Amphioplus caelatus är en ormstjärneart som beskrevs av Charles Aubrey Ely 1942. Amphioplus caelatus ingår i släktet Amphioplus och familjen trådormstjärnor. Inga underarter finns listade i Catalogue of Life.